# Giulio Especo y Vera
Giulio Especo y Vera (Roma, 27 aprile 1801 – Roma, 19 maggio 1883) è stato un militare spagnolo dell'esercito pontificio, nato in una nobile famiglia viterbese di origini spagnole (gli Especo y Vera erano Marchesi) e di forti tradizioni militari.
Giovanissimo diventò Ufficiale di Artiglieria dell'Esercito dello Stato Pontificio e servì in quell'Arma per tutta la sua carriera militare, fino a raggiungere il grado di Tenente Colonnello. Partecipò in prima persona alla Repubblica romana del 1849. Dopo la Presa di Roma nel 1870, si avvicinò alla Chiesa Evangelica Valdese e ne diventò un esponente rilevante, contribuendo fortemente a svilupparne la presenza in Roma.

## Biografia
La famiglia Especo y Vera aveva origini spagnole (Cordoba). Trasferitasi nel Regno di Napoli nel corso del XVII Secolo, annoverò tra i suoi membri molti militari: il trisavolo Bartolomeo Generale di fanteria, il bisnonno Luigi (1689-1745), che trasferì da Napoli a Viterbo tutta la famiglia nel 1745, il nonno Paolo (1735-1806), il prozio Ignazio (1738-1829).

Questi ultimi due ebbero un ruolo politico importante a Viterbo perché, sulla scia della Rivoluzione francese, aderirono alla Repubblica romana: il 4 marzo 1798, Paolo Especo, magistrato della città, proclamò la sovranità del popolo e dichiarò decaduto il passato governo papalino. Alla restaurazione (1799) fu -naturalmente- arrestato e suo fratello Ignazio, già Ufficiale dell'Esercito pontificio, fu allontanato dagli uffici pubblici. Nel 1810, con il nuovo Governo napoleonico, Ignazio fu nominato Maire di Viterbo, carica che tenne fino al 1813. Luigi Especo, figlio di Paolo, intanto, si era stabilito a Roma, e lì, da donna Teresa Atrichelli, ebbe quattro figlie femmine ed un unico maschio: Giulio, nato il 27 aprile 1801 nel rione Regola e battezzato in San Pietro il giorno dopo.
Sulla spinta del prozio Ignazio, Giulio Especo iniziò la sua carriera militare da giovanissimo perché entrò il 1º agosto 1816, a quindici anni, come cadetto, nel Primo Battaglione dell'Artiglieria pontificia. L'anno dopo (1817) diventò effettivo come sottotenente.
La vita militare lo portò in molte situazioni delicate in cui si destreggiò con una certa abilità, avanzando di grado rapidamente ed ottenendo incarichi importanti che svolse con efficacia: raggiunse a 34 anni il grado di Capitano ed il comando della Piazza di Civitavecchia e, a 47 anni, il grado di Maggiore ed il comando della Piazza di Ancona.
Aderì, con tutta la città di Ancona, alla Repubblica romana del 1849 e fu uno dei protagonisti della resistenza contro l'Esercito austriaco che occupò, per la seconda volta, il territorio pontificio dal 1849 al 1859, poi abbandonato a causa delle sconfitte subite nella Seconda guerra d'indipendenza italiana.

Alla restaurazione dello Stato pontificio del 1849 Especo fu prima degradato e poi destituito e processato ma, grazie alla sua grande popolarità nelle forze armate ed al rispetto che si era guadagnato anche da parte degli Austriaci e forse anche per il rispetto del suo titolo nobiliare (era Marchese), qualche mese dopo (marzo 1850) fu assolto e reintegrato nel grado e nel comando. È possibile che abbia influito anche lo zio Giacinto Especo (1781-1852), Arciprete della Cattedrale di Viterbo. Qualche anno dopo, comunque, in occasione della riforma radicale della struttura amministrativa e di governo del Ministero delle Armi e dell'Esercito pontificio (Gennaio 1859), fu mandato in pensione definitivamente.
Dopo il 1860 viaggiò a lungo per l'Italia, ma tornò spesso a Roma, dove continuò a vivere con la sua famiglia. La figlia Maria Cleofe, che si era sposata il 19 maggio del 1856 con l'allora Tenente Francesco Oberholtzer, morì trentaduenne, nel 1864, per complicazioni intervenute al momento del parto del suo quartogenito Paolo Emilio.
Il suo travaglio di credente, che non riuscì ad accettare dogmi e soprusi di un governo ostile a qualsiasi cambiamento, lo spinse ad ascoltare con attenzione e ad accettare la predicazione dei Pastori protestanti, che entrano in Roma con i Bersaglieri nel settembre 1870. Nel Natale del 1871 Giulio Especo fu ammesso, insieme ad altre 13 persone, alla cena della Chiesa Evangelica Valdese a Roma e, della comunità valdese, diventò rapidamente un pilastro: eletto Diacono e Cassiere nel 1873, poi membro del Comitato (nazionale) di Evangelizzazione dal 1875 al 1879, contribuì fortemente a trovare per la Comunità una sede stabile in Roma ed a portare a termine le trattative per l'acquisto del terreno e poi per la costruzione del primo Tempio Valdese in Roma, di cui vide l'inaugurazione nel 1883, poche settimane prima di morire.
Anche la moglie Geltrude Confaloni entrò, insieme a lui, nella Comunità evangelica valdese e per questo, alla sua morte (4 dicembre 1874) fu sepolta nel Cimitero acattolico di Roma.
La professione di fede di Giulio Especo fu fortemente osteggiata e criticata dalla famiglia (in particolare dalle quattro sorelle e dalle cinque cugine) al punto che, nel marzo del 1883, al peggioramento del suo stato di salute, egli si trovò costretto a difendere il suo (prevedibilmente non lontano) trapasso con un atto notarile in cui dichiarava la sua incrollabile fede evangelica e la sua assoluta determinazione a voler essere assistito, in caso di malattia invalidante, soltanto da personale della sua Chiesa, autorizzando l'intervento della Forza pubblica per allontanare dal letto di morte eventuali preti cattolici. In effetti il tentativo di "redimerlo" in extremis sul letto di morte ci fu, ma fu inutile.

### La vita militare
- 1816 1 gennaio, entrò come Cadetto nell'Artiglieria pontificia, sulle orme (e con la benedizione) del prozio Ignazio
- 1817 nominato sottotenente
- 1820 prestò servizio presso il Commissariato di Marina
- 1831 2 febbraio, fu presente, da tenente, nella repressione dei moti nello Stato pontificio, prima a Corese e poi a Rieti, agli ordini del Col. Domenico Palomba. Si spostò poi nelle Romagne ed infine nella guarnigione di Pesaro. Intanto truppe austriache occuparono stabilmente, fino al 1838, tutta la parte settentrionale dello Stato pontificio.
- 1832 22 febbraio, truppe francesi agli ordini del Gen. Amédée Despans Cubiéres, cercando di contrastare il predominio austriaco sul territorio italiano, sbarcarono ad Ancona per occuparla. Il tenente Giulio Especo si fece promotore della resistenza della città e tentò di opporsi con le armi ma intrighi romani e serie difficoltà nella politica interna ed estera del Papa Gregorio XVI ne limitarono l'efficacia militare. Le truppe pontificie vennero ritirate dalla città e furono sostituite, in aprile, da 180 Gendarmi agli ordini del ten. Col. Origo.
- 1835 nominato Capitano e insediato come Comandante della Fortezza di Civitavecchia (fino al 1848). L'anno seguente sono riparate e potenziate le fortificazioni del porto.

#### La Repubblica Romana
- 1848 5 aprile, il Gen. Giovanni Durando parte verso il Veneto alla testa della sua Divisione, forte di circa 10.000 uomini, in coordinamento con l'Esercito sardo, per la I Guerra d'Indipendenza contro l'Esercito Austro-ungarico. Il Corpo d'Armata di Durando era appoggiato dalla Marina pontificia di stanza ad Ancona;
- 1848 17 aprile, Giulio Especo è nominato Maggiore e Comandante della piazza di Ancona, incarico di prestigio data l'imponenza delle fortificazioni ed il ruolo prevedibile della fortezza nell'imminente guerra contro l'Austria, cui lo Stato pontificio partecipava.
- 1848, 29 aprile, con una dichiarazione pubblica il Papa Pio IX sconfessò duramente tutte le iniziative favorevoli alla guerra d'indipendenza contro l'Austria, comprese le operazioni militari dell'Esercito pontificio, deludendo e spiazzando tutti i cattolici italiani favorevoli al Risorgimento nazionale;
- 1848 9-10 giugno, il Gen. Giovanni Durando ritornò ad Ancona, sconfitto dagli Austriaci e abbandonato dal Papa Pio IX
- 1848 agosto, nuove fortificazioni ad Ancona;
- 1848 16 novembre, la folla in rivolta assalì e conquistò il Quirinale. Dopo qualche giorno (il 25 novembre) il Papa Pio IX fugge da Roma e si rifugia a Gaeta. Giulio Especo aderisce al nuovo Governo rivoluzionario romano.
- 1848 dicembre, Pompeo di Campello, Ministro della Guerra del governo provvisorio romano nominò Giulio Especo Tenente colonnello
- 1849 10 febbraio, Ancona aderiscì alla Repubblica Romana. Giulio Especo era il Comandante della Cittadella e dell'Artiglieria.
- 1849, 23 febbraio, Especo fece giurare fedeltà alla Costituzione ed alla Repubblica Romana a tutta la Guarnigione di Ancona.
- 1849, marzo-giugno, Felice Orsini fu nominato commissario straordinario dal Triumvirato romano per la città di Ancona, con il compito specifico di contrastare Gaspare Francesconi, detto Lasagna, autentico criminale e leader della corrente estremista e anarchicheggiante degli "ammazzarelli". In quell'occasione strinse amicizia con Giulio Especo, considerandolo l'unico comandante affidabile della Piazza di Ancona. Il responsabile politico della città, nominato dal Triumvirato romano, era Livio Zambeccari.
- 1849 aprile, Especo, coadiuvando Girolamo Simoncelli a Senigallia, per ordine del governo, arrestò il Cardinale De Angelis, arcivescovo di Fermo, le Famiglie Mastai (il Papa, in quel momento era Pio IX, cioè Giovanni Mastai Ferretti) e Bedini (il sostituto Sottosegretario di Stato in quel momento era il Cardinal Gaetano Bedini) come "ostaggi" in relazione alle attività minacciose (compresi parecchi arresti) fatte dagli Austriaci in Romagna;
- 1849 aprile-maggio, Especo, in previsione dell'assedio austriaco e del bombardamenti che ne conseguiranno, organizzò uno speciale corpo di vigili del fuoco per il pronto intervento e spinse l'organizzazione delle strutture ospedaliere e di pronto soccorso dei feriti.
- 1849 24 maggio, inizio dell'assedio di Ancona da parte degli Austriaci, con un corpo d'Armata (Ten. Maresciallo Franz von Wimpffen) di circa 11.000 uomini, 43 cannoni e sette navi (Ammiraglio Dahlurp). Especo comandava tutta l'artiglieria della piazza (119 bocche da fuoco) e circa 4.000 soldati, di cui però pochi artiglieri. Geltrude Gonfaloni (moglie di Especo) e la figlia Maria Cleofe partecipavano direttamente all'assistenza dei feriti. Il piroscafo Roma, comandato dal Col. Alessandro Cialdi, comandante della Marina Pontificia, coadiuvava l'artiglieria terrestre intervenendo dal mare.
- 1849 19 giugno, Ancona, semidistrutta, capitolò. Livio Zambeccari e gli altri responsabili politici partirono col piroscafo Roma per la Grecia. Especo, insieme al Cardinale De Angelis, trattò la resa con il Maresciallo von Wimpffen il quale, impressionato dalla resistenza della città, rese gli onori militari e lo nominò Comandante (provvisorio) della II divisione Austro-Pontificia che sarà di stanza ad Ancona.
- 1849 4 luglio, la Repubblica romana cessò di esistere. Roma era occupata dall'Armata francese.

#### La restaurazione
- 1849 18 agosto, Especo degradato a Maggiore, poiché la sua nomina a tenente Colonnello era seguente alla partenza del Papa da Roma e quindi non era considerata legittima.
- 1849 17 dicembre, Especo "diminuito" cioè sostituito al comando di Ancona e sospeso dal grado, per verificare se e quanto fosse responsabile di "tradimento" (con il rischio di espulsione dall'Esercito ed esilio dallo Stato pontificio).
- 1850 28 marzo, Especo fu amnistiato e tornò a comandare la fortezza e l'artiglieria ad Ancona col grado di Maggiore. I sospetti di tradimento non furono completamente fugati, ma giocarono un ruolo significativo l'amicizia di personaggi influenti (i Principi Colonna) e dello zio Giacinto Especo (1781-1852), Arciprete della Cattedrale di Viterbo.
- 1855 Especo fu promosso Tenente colonnello ma tolto da comandi operativi, con la nomina a Presidente del Consiglio di Reclutamento, presso il Reggimento d'Artiglieria, a Roma.
- 1856 19, maggio - Maria Cleofe, figlia di Giulio Especo e di Geltrude Confaloni si sposò con l'allora Tenente Francesco Oberholtzer. Il matrimonio si svolse nella Basilica di Santa Maria del Popolo. Testimoni furono: il Cav.Pio Folchi, zio di Francesco Oberholtzer, ed il Cav. allora Capitano Alessandro Friggeri, che diventerà anche lui valdese.
- 1859 1 gennaio, Especo pensionato (giubilato) d'ufficio a 58 anni dopo 43 anni di vita militare (sia per la riforma della struttura di governo del Ministero delle Armi e dell'Esercito che, anche, per certi sospetti di "giobertismo" e di partecipazione ad attività politica nell'ambito degli accordi Cavour-Napoleone III sull'annessione di parecchia parte degli Stati pontifici).

### La svolta valdese
- 1871 25 dicembre, Natale: Giulio Especo fu ammesso alla Santa Cena dei Valdesi (14 persone in tutto) a Roma. Anche la moglie Geltrude ed il Maggiore Alessandro Friggeri entreranno, con lui, nella Chiesa Evangelica Valdese.
- 1873 Especo eletto Diacono e Cassiere della Comunità romana
- 1874 4 dicembre, morte di Geltrude Especo (la moglie) nata Confaloni, per una malattia cardiaca che le affaticò gli ultimi anni di vita. Geltrude fu sepolta nel Cimitero (acattolico) al Testaccio
- 1876-1878 Especo avviò e portò avanti la mediazione con il Principe Colonna (grazie a vecchi rapporti di familiarità) e riuscì a convincerlo, malgrado l'opposizione della Chiesa romana e di molti prelati, a vendergli il terreno per costruire il primo Tempio Valdese in Roma. La zona era una zona in grande sviluppo (ed anche oggetto di grandi speculazioni edilizie sulla lezione dell'Arcivescovo Francesco Saverio de Mérode, viceministro delle Armi). Il Piano regolatore generale comunale di Roma, ancorché approvato dal Comune, non era attuato. Il Tempio fu inaugurato nel 1883. Nello stesso periodo Especo si sposò, in seconde nozze, con Angela Casella.
- 1883 marzo, Especo registrò presso un notaio, con due testimoni cattolici, la sua dichiarazione di essere evangelico e di voler essere assistito solo da persone della sua Chiesa, autorizzando l'intervento della forza pubblica per allontanare dal letto di morte eventuali preti cattolici
- 1883 19 maggio, Giulio Especo morì nella sua casa di Piazza della Chiesa Nuova e fu sepolto nel cimitero acattolico del Testaccio. Come aveva previsto, ci fu una durissima battaglia tra le sorelle e cugine, cattolicissime, ed i pastori valdesi che volevano vegliarlo e condurre la cerimonia funebre.
- 1883 08, Luglio - Angela Casella, seconda moglie di Giulio Especo, e Francesco Oberholtzer, genero, hanno accettato formalmente l'eredità.[11]

### Libri specifici sull'argomento trattato
cioè testi che contengono descrizioni esplicite di fatti inerenti alla vita e le opere del ten. Colonnello marchese Giulio Especo y Vera, della moglie Geltrude Confaloni, della figlia Maria Cleofe, moglie del Maggiore Francesco Oberholtzer.
- Mario Cignoni, Il marchese Giulio Especo (1801-1883), Roma, Gruppi Biblici Universitari, 1992, ISBN non esistente.
- Mario Cignoni, I valdesi a Roma: la Chiesa di via 4 novembre nel centenario del tempio, 1883-1983, Roma, s.n.!. Biblioteca Valdese Torre Pellice FS OP D 421, 1983, ISBN non esistente.
- Gaetano Coretini, Brevi notizie della città di Viterbo e degli uomini illustri dalla medesima prodotti compilate da Gaetano Corbellini, nobile viterbese, Roma, Stamperia di San Michele a Ripa Grande presso Paolo Giunchi, 1774.
- Antonio Vesi, Rivoluzione di Romagna del 1831: narrazione storica corredata di tutti i relativi documenti, Firenze, Tipografia Italiana, 1851.
- Anonimo, Giovanni Durando Generale d'Armata: cenni biografici, Firenze, Tip. Successori Le Monnier, 1869.
- Nicola Roncalli, Cronaca di Roma: Volumi I, II, III, IV - 1844-1861, Roma, Istituto per la storia del Risorgimento italiano, 1972, ISBN non esistente.
- Carlo Rusconi, La repubblica romana del 1849, Capolago, Tip. Elvetica, Torino, Libreria Patria coeditrici, 1852.
- Marco Severini, La Repubblica romana del 1849, Venezia, Marsilio, 2011, ISBN 978-88-317-0803-6.
- Bonaventura Zanelli, Gli assedi d'Ancona nel 1799, nel 1849 e nel 1860, Roma, Voghera, estratto da Rivista Militare Italiana, 1878.
- Gualtiero Santini, Diario dell'assedio e difesa di Ancona nel 1849, l'Aquila degli Abruzzi, Officine grafiche Vecchioni, 1925.
- Stato pontificio Ministero delle armi, Modificazioni ed aggiunte apportate al piano organico dell'11 giugno 1850: tanto per i quadri di formazione dei differenti corpi costituenti le truppe indigene di linea quanto per le relative tariffe dei soldi ed accessorj non che delle masse e ciò in forza di sovrana approvazione del giorno 31 maggio 1852, Roma, Tip. della Rev. Cam. Apost., 1852.
- AA.VV., Libro per tutti ossia guida civile artistica commerciale & della città di Roma per l'anno 1866, Roma, Tip. G. Aurelj, 1866.
- Giuseppe Spada, Storia della rivoluzione di Roma e della restaurazione del governo pontificio: dal 1. giugno 1846 al 15 luglio 1849, Firenze, G. Pellas, 1868-1869.
- Evaristo Masi, Almanacco statistico della città e provincia di Ancona, dello Stato e dell'estero per l'anno .. con l'aggiunta di notizie storiche, morali, commerciali e marittime, Bologna, Società tipografica bolognese, Piazza S. Martino 1470, 1851, ISBN non esistente.
- Anonimo, Raccolta delle leggi, decreti, ordinanza e regolamenti del governo dello Stato Romano incominciando dal 24 novembre 1848: Volume III, Bologna, Tipografia di Giuseppe Tiocchi, 1849, ISBN non esistente.
- Anonimo, Gli ultimi sessantanove giorni della Republica in Roma: narrazione compilata sugli atti officiali publicati per comando del governo e per la massima parte inseriti nel Monitore Romano, Roma, Tipografia Paterno, 1849.
- Gualtiero Santini, Diario dell'assedio e difesa di Ancona nel 1849, Aquila degli Abruzzi, Officine grafiche Vecchioni, 1925.
- Enrico Spartaco, Livio Zambeccari, Napoli, Stab. Tip. strada S. Sebastiano n. 51, 1861.
- Giuseppe Gabussi, Memorie per servire alla storia della rivoluzione degli Stati romani dall'elevazione di Pio IX al pontificato sino alla caduta della repubblica: Volume II, Genova, Co' tipi del R. I. de' sordo-muti, 1851-1852, 1851.
- Enea Costantini, Il decennio di occupazione austriaca in Ancona, 1849-1859: ricordi aneddotici, Ancona, Stab. Tip. del Commercio, 1916.
- Carla Lodolini Tupputi, La Commissione governativa di Stato per la restaurazione pontificia (17 luglio 1849 - 12 aprile 1850), Milano, Ed. Antononi Giuffré, per l'Archivio della Fondazione Italiana per la storia amministrativa, Collana Monografie, ricerche ausiliarie, opere strumentali, num. 12., 1970.

### Libri di inquadramento generale
- Giuseppe Muscardini, Memorie autografe di un soldato pontificio (1829-1860), Roma, Articolo comparso in Rassegna storica del Risorgimento, anno XCII, Fasc. I, Gennaio - Marzo 2005 - Ed. Istituto per la storia del Risorgimento italiano, 2005.
- Karl von Schoenhals, Memorie della guerra d'Italia degli anni 1848-1849 : di un veterano austriaco, Milano, Tip. Guglielmini. Prima edizione italiana. Senza indicazione di traduttore., 1852.
- AA.VV., Dalle valli all'Italia: i valdesi nel Risorgimento, 1848-1998, Torino, Claudiana, 1998, ISBN 88-7016-265-6.
- AA.VV., La Bibbia, la coccarda e il tricolore: i valdesi fra due emancipazioni, 1798-1848, Torino, Claudiana. Atti del 37. e del 38. Convegno di studi sulla Riforma e sui movimenti religiosi in Italia: Torre Pellice, 31 agosto-2 settembre 1997 e 30 agosto-1. settembre 1998, 2001, ISBN 88-7016-360-1.
- Mario Cignoni, Colportori evangelici a Porta Pia nel 1870, Torre Pellice, in Bollettini della Società di studi valdesi, n. 168, Giugno 1991, 1991.
- Giorgio Spini, Risorgimento e protestanti, Torino, Claudiana, II edizione rivista ed ampliata, 1998, ISBN 88-7016-281-8.
- Charles Victor Prevot Arlincourt, L'Italia rossa. Storia delle rivoluzioni di Roma, Napoli, Palermo, Messina, Firenze, Parma, Modena, Torino, Milano e Venezia. Dall'esaltazione del papa Pio IX. nel giugno 1846 sino al di lui ritorno nella sua capitale in aprile del 1850, Livorno, Tip. G. Antonelli e c., 1851.
- Attilio Vigevano, La fine dell'Esercito pontificio, Roma, Stab. poligr. per l'amministrazione della guerra, 1920. Copia anastatica stampata da Ermanno Albertelli Editore, 1994, ISBN 88-85909-95-7.
- Alberto Mario Banti, Il Risorgimento italiano, Roma], GLF editori Laterza, 2008, ISBN 978-88-420-8574-4.
- Giovanni Sale, L'unita d'Italia e la Santa Sede, Milano, Jaca Book, 2010, ISBN 978-88-16-40974-3.
- AA. VV., Storia di Roma: dalla fondazione all'inizio del terzo millennio: i ventotto secoli di una città unica al mondo che ha dettato nel tempo un suo inconfondibile stile di vita, Roma, Roma, Newton & Compton, 2004. Pagg. 1434, 2008, ISBN 978-88-8289-924-0.